# Jonas Eduardo Américo
Jonas Eduardo Américo, conegut com a Edu, (6 d'agost de 1949) és un exfutbolista brasiler.
Va formar part de l'equip brasiler a la Copa del Món de 1966, 1970 i 1974.